# 六環彩

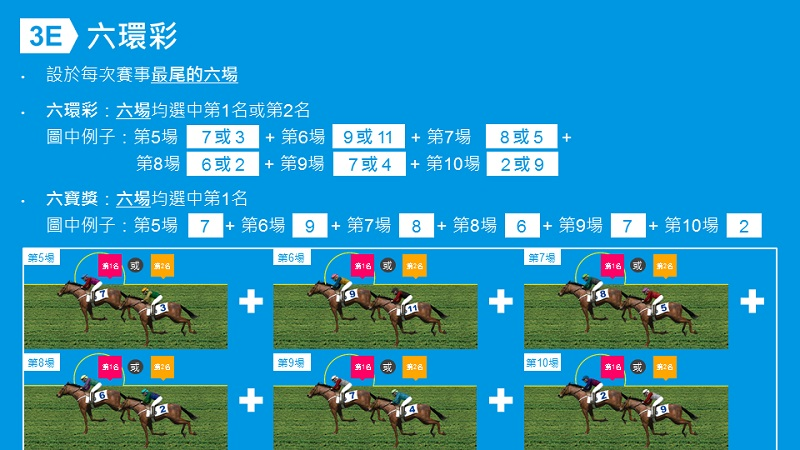

六環彩是香港賽馬的一個特別彩池，由香港賽馬會接受投注，投注者若選中賽馬日指定六場賽事中的第一名或第二名馬匹，便獲得「普通獎」，如六場賽事中均選中第一名，便獲得「六寶獎」，獎金較高。

## 投注金額
每注最低投注金額為港幣$10。
若每票投注總額達港幣$100或以上，可以靈活玩方式投注，而每注最低投注金額為港幣$2。

## 投注方法
| 投種類     | 投方法                                                     |
| 「單式」投注 | 於指賽馬日指定6場場次當中，每場自選任何1個馬匹編號。       |
| 「複式」投注 | 於指賽馬日指定6場場次當中，每場自選任何2個或以上馬匹編號。 |

## 中獎方法
六環彩﹕於指定6場場次當中，每一關均選中第一名或第二名馬匹。
六寶獎﹕於指定6場場次當中，每一關均選中第一名馬匹。

## 六環彩多寶
每個賽日的六寶獎多寶最低派彩金額為二百萬*。
*以每注$10一注獨得計，若無人選中六寶獎的勝出組合或勝出組合的投注額偏低，未派出的彩金將會作為多寶撥入下次賽事。然而，日間與夜間賽事的六寶獎多寶是獨立累積的，累積下來的多寶金額並不能互通。

## 派彩紀錄
普通獎
| 日期           | 馬場   | 派彩            | 馬名及獨贏賠率                                             |
| -------------- | ------ | --------------- | ---------------------------------------------------------- |
| 1999年10月13日 | 跑馬地 | HK$7,739,597.00 | 金龍華 (第二場 - 第一名) 99 極之快 (第二場 - 第二名) 12    |
| 1999年10月13日 | 跑馬地 | HK$7,739,597.00 | 一切滿意 (第三場 - 第一名) 3.7 時尚駒 (第三場 - 第二名) 18 |
| 1999年10月13日 | 跑馬地 | HK$7,739,597.00 | 威利威 (第四場 - 第一名) 5.6 好消息 (第四場 - 第二名) 9.8  |
| 1999年10月13日 | 跑馬地 | HK$7,739,597.00 | 駿仕 (第五場 - 第一名) 72 實力派 (第五場 - 第二名) 26      |
| 1999年10月13日 | 跑馬地 | HK$7,739,597.00 | 沖天勁 (第六場 - 第一名) 7.5 回頭一笑 (第六場 - 第二名) 21 |
| 1999年10月13日 | 跑馬地 | HK$7,739,597.00 | 大業之寶 (第七場 - 第一名) 6.0 驚喜 (第七場 - 第二名)6.8   |

六環彩六寶獎
| 日期         | 馬場   | 派彩             | 馬名及獨贏賠率        |
| ------------ | ------ | ---------------- | --------------------- |
| 2005年3月9日 | 跑馬地 | HK$18,661,034.00 | 志樂 (第三場) 5.1     |
| 2005年3月9日 | 跑馬地 | HK$18,661,034.00 | 特別 (第四場) 55      |
| 2005年3月9日 | 跑馬地 | HK$18,661,034.00 | 全勝福星 (第五場) 24  |
| 2005年3月9日 | 跑馬地 | HK$18,661,034.00 | 自由武士 (第六場) 3.4 |
| 2005年3月9日 | 跑馬地 | HK$18,661,034.00 | 非我莫屬 (第七場) 7.2 |
| 2005年3月9日 | 跑馬地 | HK$18,661,034.00 | 威騏 (第八場) 6.1     |

## 有關新聞報道
- 蘋果日報-六環彩每關兩隻抵玩 （页面存档备份，存于）
- 蘋果日報 - 六環彩中頭五關有錢收 （页面存档备份，存于）

## 外部連結
- 香港賽馬會的官方網站（页面存档备份，存于）
- 新加坡賽馬公會（页面存档备份，存于）
- 澳門賽馬會（页面存档备份，存于）